# Ione (ópera)
Ione (título original en italiano Jone) es un drama lírico en cuatro actos con música de Errico Petrella y libreto en italiano de Giovanni Peruzzini, basado en la famosa novela de Edward Bulwer-Lytton Los últimos días de Pompeya.

## Historia
El estreno tuvo lugar en el Teatro de la Scala de Milán el 26 de enero de 1858, contando con un éxito inmediato no sólo en Italia sino en todo el mundo. Permaneció en el repertorio durante cincuenta años, siendo representada por última vez en Palermo en 1924. La recuperación moderna de la obra, y su única grabación fonográfica, tuvo lugar en Caracas en 1981.
Especialmente famosa se hizo la marcha fúnebre del acto IV, presentada previamente en la obertura, y que forma parte del repertorio musical de bandas de música en Italia, Guatemala y España, según diversos arreglos. En la ópera esta marcha acompaña la entrada del protagonista, Glauco, en el anfiteatro romano de Pompeya.

## Personajes
| Personaje | Tesitura      | Elenco en el estreno 26 de enero de 1858 |
| --------- | ------------- | ---------------------------------------- |
| Ione      | soprano       | Augusta Albertini                        |
| Nidia     | mezzo-soprano | Carmelina Poch                           |
| Glauco    | tenor         | Carlo Negrini                            |
| Arbace    | barítono      | Giovanni Guicciardi                      |
| Burbo     | bajo          | Annibale Biacchi                         |
| Dirce     | mezzo-soprano | Linda Fiorio                             |
| Sallustio | bajo          | Giuseppe Bernasconi                      |

La mayoría  de estos cantantes eran muy famosos en su tiempo, por ejemplo Carlo Negrini, uno de los primeros tenores del panorama italiano de la época y el primer Gabriele Adorno en Simón Boccanegra, o también  el barítono Giovanni Guicciardi, creador del Conde de Luna en  El Trovador, óperas ambas de Giuseppe Verdi.

## Argumento
El noble romano Glauco ama a Ione (Dione en la novela original), sacerdotisa del culto de Isis. Arbace, su tutor, también está enamorado de ella. La esclava Nidia por su parte está secretamente enamorada de Glauco.
Burbo, hombre de confianza de Arbace, pide a Nidia que sirva a Glauco un supuesto elixir de amor. Glauco bebe lo suficiente para delirar y mostrarse lleno de insana voluptuosidad, lo que aprovecha Arbace para convencer a Ione de que no le conviene estar con Glauco. Ella decide entonces consagrarse definitivamente a Isis.
Arbace declara su amor a Ione, mostrándole una escultura que representa a ella misma y otra delante arrodillada que representa al propio Arbace. Ione lo rechaza.
Cuando Glauco vuelve a la razón y comprende lo ocurrido, se dirige al templo para salvar a Ione, pero allí es capturado, acusado de sacrilegio y condenado a muerte en el anfiteatro.
Arbace ofrece a Ione salvar la vida de Glauco a cambio de acceder a sus deseos, lo que ella rechaza. Glauco es conducido al anfiteatro para ser entregado a las fieras, pero Nidia revela al pretor las maquinaciones de Arbace, con lo cual Glauco es indultado. Pero en ese momento el Vesubio entra en erupción y todo el pueblo pompeyano huye despavorido; Arbace muere, Ione y Glauco se encuentran entre la multitud y huyen juntos hacia el mar; Nidia decide quedarse en la ciudad a morir.